# Frederico VI de Hesse-Homburgo
Frederico VI de Hesse-Homburgo (30 de julho de 1769 - 2 de abril de 1829) foi um nobre alemão que governou o estado de Hesse-Homburgo de 1820 até à sua morte em 1829.

## Família
Frederico VI era o filho mais velho do conde Frederico V de Hesse-Homburgo e da marquesa Carolina de Hesse-Darmstadt. Os seus avós paternos eram o conde Frederico IV de Hesse-Homburgo e a condessa Ulrica Luísa de Solms-Braunfels. Os seus avós maternos eram o conde Luís IX de Hesse-Darmstadt e a condessa Carolina de Zweibrücken.

## Carreira militar
Frederico foi nomeado capitão da cavalaria russa em 1763 e tornou-se general austríaco durante a Grande Guerra Francesa. Pelos serviços que prestou durante o conflito foi nomeado Comandante da Ordem de Maria Teresa na Áustria.

## Casamento
Apesar da oposição da duquesa Carlota de Mecklenburgo-Strelitz, esposa do rei Jorge III do Reino Unido, Frederico casou-se com uma das filhas do casal, a princesa Isabel na Queen's House (agora integrada no Palácio de Buckingham) em Londres, no dia 7 de abril de 1818. A união não aconteceu por amor, mas sim porque Isabel queria libertar-se da educação extremamente isolada que tinha em casa dos pais enquanto que Frederico desejava o seu avultado dote para estabilizar as finanças do seu estado. Como Isabel tinha já quarenta e oito anos quando se casou, não nasceram filhos da união.

## Reinado e morte
O pai de Frederico morreu no dia 20 de janeiro de 1820, o que o tornou marquês reinante do estado de 221 km2. Frederico fez tudo o que podia para pagar as dívidas deixadas pelo seu pai, mas viria a morrer nove anos depois devido a complicações derivadas de uma ferida na perna que tinha contraído em batalha. Foi sucedido pelo seu irmão mais novo, Luís Guilherme de Hesse-Homburgo.